# 二氫硫辛酸轉乙醯基酶
二氫硫辛酸轉乙醯基酶（英語：Dihydrolipoyl transacetylase）,化学式为:C2688H4328O802N696S24是丙酮酸去氫酶複合物中的主要三種酵素之一，常簡寫成E2。含有三種功能不同的區域。
第一個區域稱為硫辛醯區（Lipoyl domain），位在E2蛋白質的氨基端（N-terminal）上，其組成物硫辛醯胺又可以分成兩個部分，分別是硫辛醯基（Lipoyl group；來自硫辛酸）與離胺酸殘基（Lysine residue；來自離胺酸）。這個區的數目在依照物種的不同而有變異，例如酵母菌只有一個、哺乳類則有兩個。
第二個區域是負責E2與E3、以及E2與E1之間連結的區域，稱為連接區（Binding domain）。第三個區域，也是最靠近複合物內部的區域則是擁有能使乙醯基轉移的作用位置，稱為乙醯基轉移酶區（acyltransferase domain）。這些不同區域之間，會相隔20到30個不等的氨基酸。